# Divino Pai Eterno

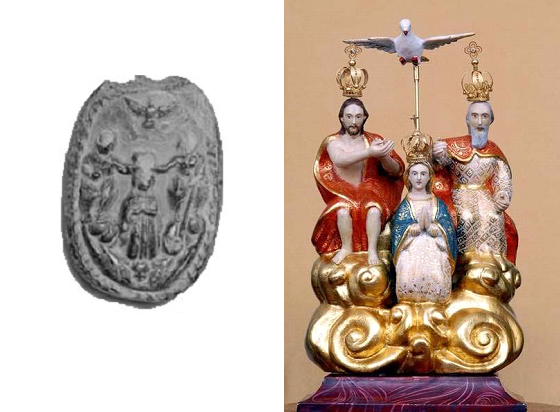
À esquerda, medalhão sagrado de barro da Santíssima Trindade coroando Nossa Senhora, encontrado pelos lavradores em 1840 no município de Barro Preto, atual Trindade/GO. À direita, imagem milagrosa original do Divino Pai Eterno esculpida em madeira pelo artista plástico Veiga Valle

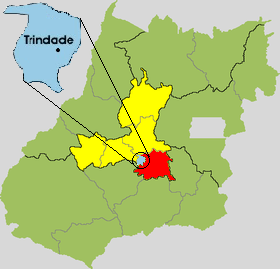
Localização de Trindade no mapa da mesorregião do Centro Goiano.

O Divino Pai Eterno é uma devoção católica à Santíssima Trindade e sua começou em 1840, quando o casal de lavradores Constantino Xavier Maria e Ana Rosa de Oliveira Xavier Maria encontraram às margens o córrego do Barro Preto, um medalhão com a representação da Santíssima Trindade coroando a Virgem Maria nos céus.

## História

### O Medalhão
A devoção ao Divino Pai Eterno teve início por volta de 1840, com o casal de agricultores Constantino Xavier Maria e Ana Rosa de Oliveira Xavier Maria, que vieram se estabelecer nas proximidades do Córrego do Barro Preto, distante aproximadamente vinte e dois quilômetros do município de Campininhas das Flores.
Constantino, um homem muito religioso e neste ponto apoiado pela esposa, começou a trabalhar na terra para plantação. Certo dia enquanto lidavam no campo, a enxada tocou em algo rígido que não era pedra. Ao conferir notaram ser um medalhão belíssimo de barro, com tamanho em torno de meio palmo de circunferência onde estava representada a Santíssima Trindade coroando a Virgem Maria. Eles beijaram o medalhão sagrado e levaram-no para casa.
Constantino e seus familiares começaram a rezar diante do medalhão encontrado, a notícia se espalhou e aos poucos outros moradores locais passaram a rezar junto à Santíssima Trindade.

### Primeira Capela
Em meados do século XIX foi construído o Santuário do Divino Pai Eterno. Em 1848 foi construída, coberta de folhas de buriti, a primeira capela. Com o aumento dos fiéis foi necessário a construção de uma capela maior, que foi construída às margens do córrego Barro Preto. Uma terceira capela foi erguida em 1876. O primeiro Santuário do Divino Pai Eterno foi inaugurado no ano de 1912. Este foi o primeiro Santuário que passou a ser mais conhecido como Santuário Velho, e que atualmente é a Paróquia Matriz de Trindade.

### A Imagem
Constantino encomenda ao artista plástico Veiga Valle, que morava na cidade de Pirenópolis/GO, que retocasse o medalhão, mas este fez uma réplica em madeira. Constantino não tinha dinheiro suficiente para pagar por aquele trabalho, então deu o dinheiro que possuía e seu cavalo como pagamento. Como não tinha outro meio para regressar à Vila do Barro Preto, retornou caminhando num trajeto de mais de 100 km. A imagem feita pelo famoso artista pode ser vista hoje onde é situado o Santuário Velho. A confecção da imagem a partir do medalhão não alterou a fé dos devotos e nem diminuíram os milagres e graças por eles recebidas.

## Significado da Imagem
A representação artística se caracteriza pelas três pessoas divinas: Deus Pai, como um senhor mais velho; o Filho, Jesus Cristo, como um homem mais jovem, tendo em vista sua vida pública iniciada com trinta anos, conforme o Evangelho de Lucas (Lucas 3:23); e do Espírito Santo, em forma de pomba, como é narrativa evangélica do batismo de Jesus (Lucas 3:21–22); as três pessoas coroam Maria Santíssima, mãe de Jesus, a primeira que acolheu o chamado de Deus Pai, a conceber do Espírito Santo, Jesus. E isto faz de Maria a primeira cristã, ou seja, em Maria todos os homens que acolhem Jesus em seus corações são cristãos. A proximidade entre as pessoas divinas lembra a sua unidade: Três Figuras, a Trindade; Deus, Uno e Trino.

## Santuário do Divino Pai Eterno

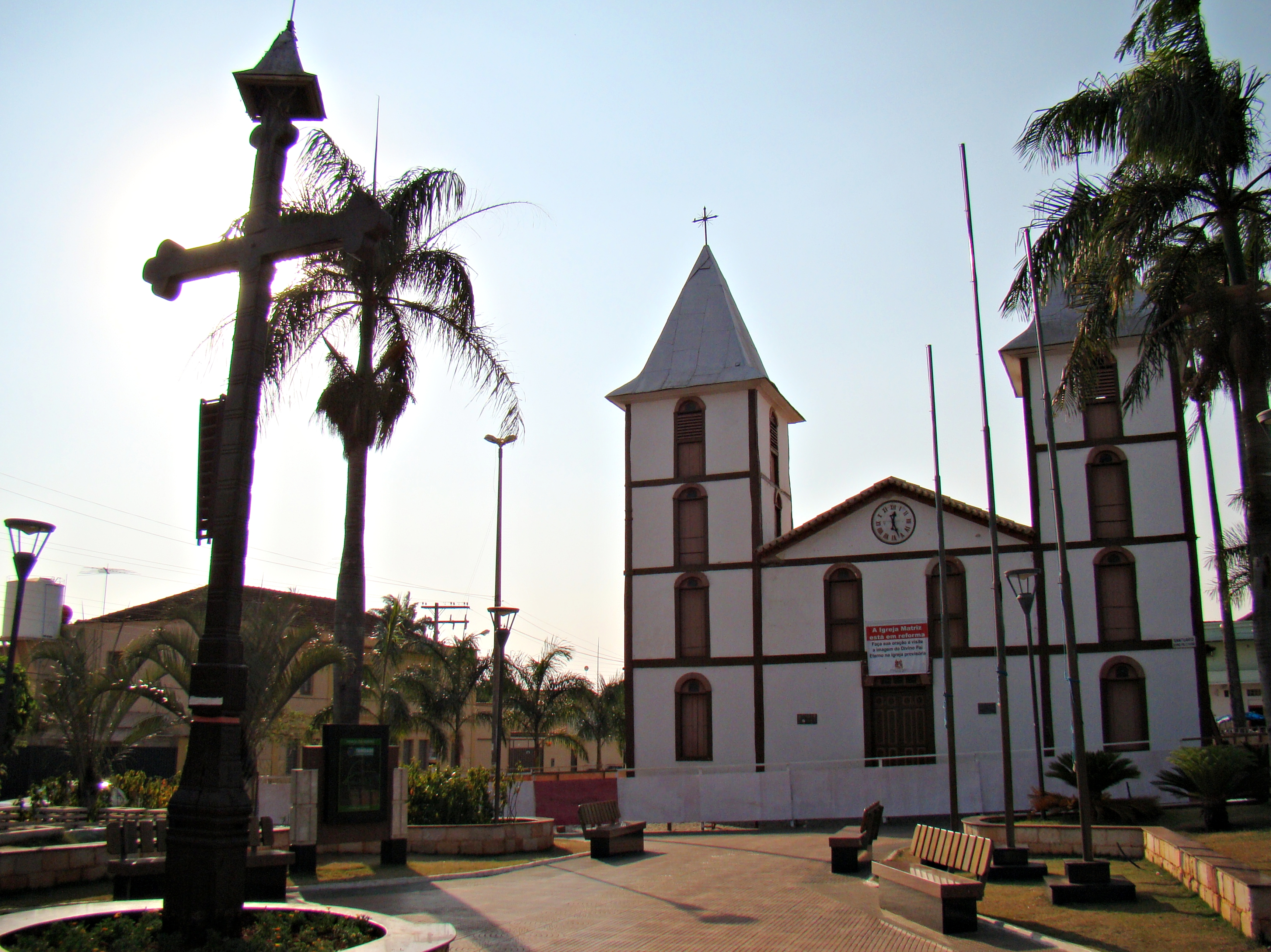
Santuário Velho em Trindade (Goiás)

O primeiro Santuário do Divino Pai Eterno foi inaugurado em 1912, passando a ser conhecido como Santuário Velho e é a atual Igreja Matriz da cidade de Trindade/GO.

## Santuário Novo

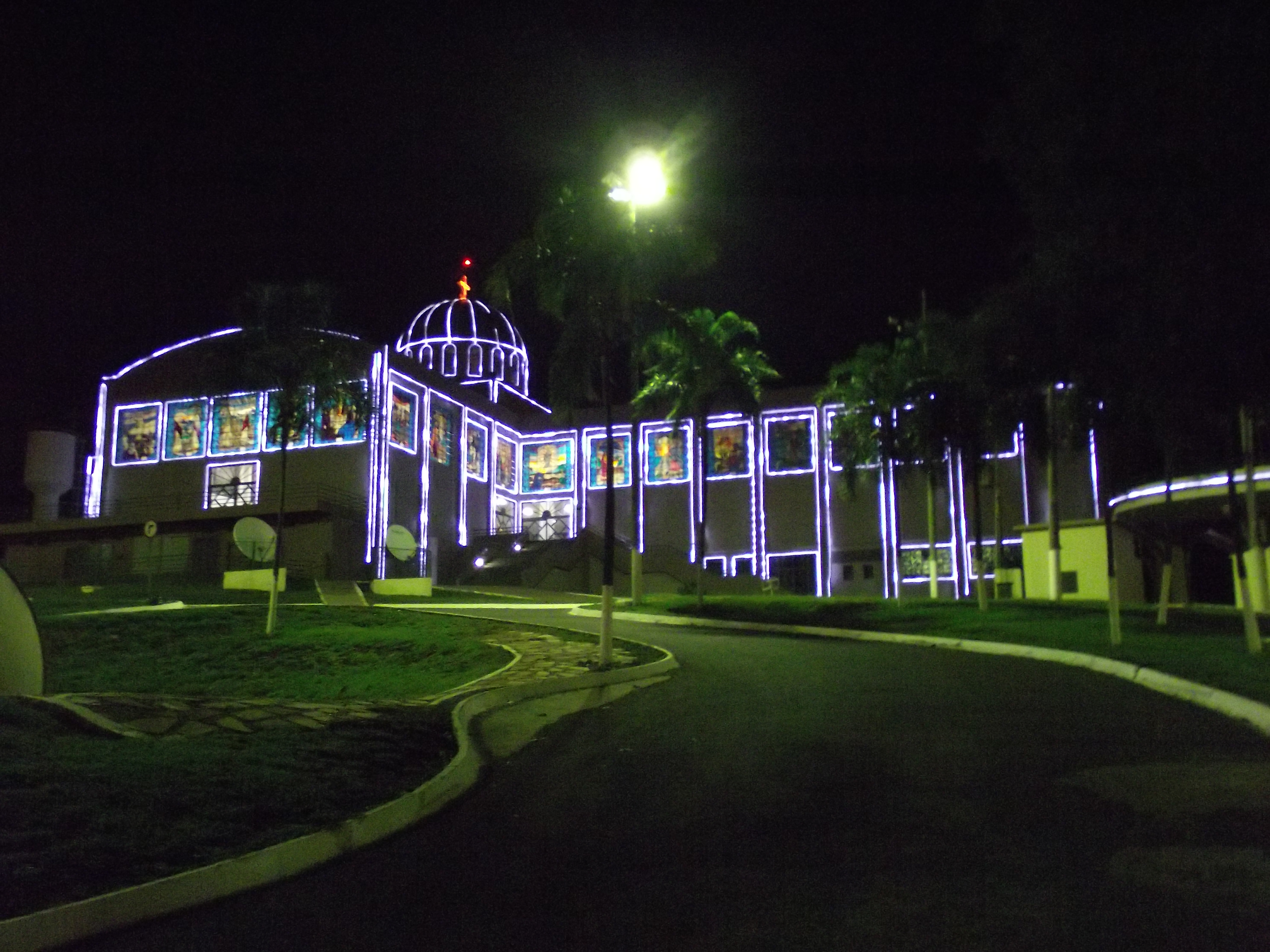
Santuário na noite da Natal

Para marcar o centenário da Romaria de Trindade, em 1943, o então arcebispo Dom Emanuel Gomes de Oliveira, na época arcebispo de Goiás, fez o lançamento da pedra fundamental do atual Santuário Novo. Em 1957 foi apresentado um projeto para a construção do Santuário. Em 1974 começou a realização da novena e festa do Divino Pai Eterno no local.
Somente em 1994 iniciou-se a fase final do prédio e, com ajuda dos romeiros e devotos, a obra foi totalmente concluída. 
A praça em torno do Santuário foi totalmente revitalizada, e uma grande rampa foi construída para facilitar o acesso de pessoas com necessidades especiais e automóveis até a entrada principal do templo.

## Santuário Basílica do Divino Pai Eterno

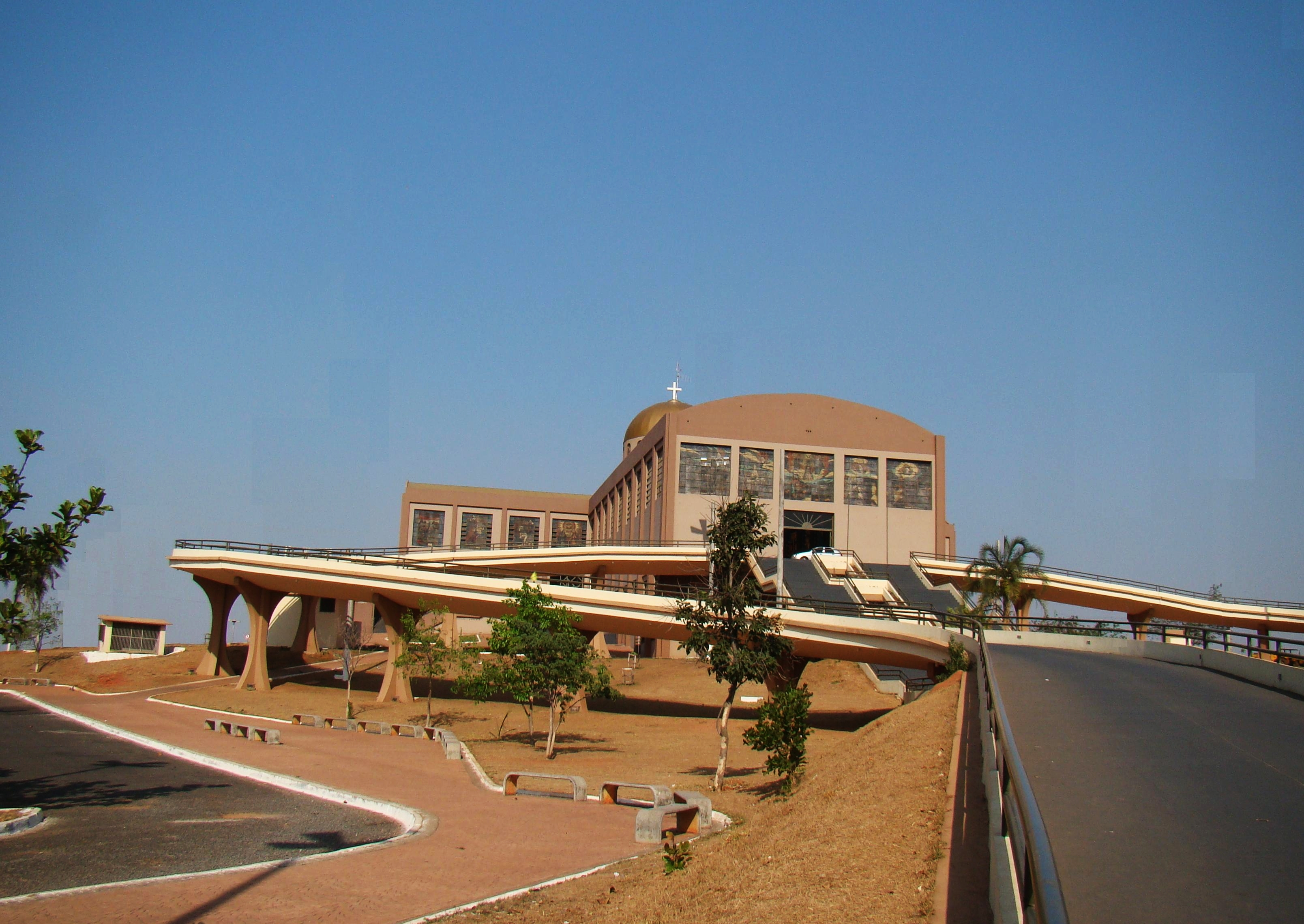
Basílica do Divino Pai Eterno

Devido ao aumento do número de fiéis, e pela importância da figura do Divino Pai Eterno na vida religiosa do estado de Goiás e do Brasil, a Arquidiocese de Goiânia enviou um pedido a Congregação do Culto Divino e Disciplina dos Sacramentos para que o, até então Santuário do Divino Pai Eterno, fosse elevada à categoria de Basílica Menor.
Em 4 de abril de 2006, o Papa Bento XVI concedeu este título ao Santuário e em 18 de novembro de 2006 deu-se a instalação da Sacrossanta Basílica, sendo a única Basílica no mundo dedicada ao Divino Pai Eterno.

## A Festa de Trindade
A festa é realizada todo ano no primeiro domingo do mês de julho em Trindade, no estado de Goiás, onde recebe mais de 2,5 milhões de fiéis do Brasil inteiro.

## Missionários Redentoristas
Por volta de 1891, o bispo de Goiás Dom Eduardo Duarte da Silva, solicitou o auxílio dos missionários da Congregação do Santíssimo Redentor, por meio do seu superior na época. Eles chegaram à região em 12 de dezembro de 1894, dia de Nossa Senhora de Guadalupe, e fixaram residência em Campininha das Flores. 
Em 29 de Maio de 1895 aconteceu a entrada oficial dos Missionários Redentoristas em Barro Preto. Só em 1924, os religiosos passaram a ter residência fixa em Trindade/GO. 
Hoje, os Missionários Redentoristas administram a paróquia e a basílica de Trindade. De maneira especial, cuidam da divulgação da fé e do amor do Divino Pai Eterno.

## Associação Filhos do Pai Eterno
A Associação Filhos do Pai Eterno (Afipe), é uma associação sem fins lucrativos destinado a levantar recursos para projetos pastorais do santuário, de maneira especial a evangelização por meio da televisão. Além disso, a associação promove ações sociais tais como: creches, atendimento a famílias carentes e também melhorias na estrutura física do santuário para melhor acolher cada fiel devoto à casa do Pai.

## A Fé pelo Brasil afora
Com o título de Basílica para sua principal igreja, Trindade se tornou uma das principais cidades do Brasil para os católicos.
A devoção ao Divino Pai Eterno ultrapassou as fronteiras da pequena cidade goiana e atingiu os quatro cantos do Brasil, levando uma mensagem de fé e amor do Pai Eterno.
Com as transmissões de novenas e missas pela TV Pai Eterno e outros canais, o Brasil reza em sintonia com Trindade e a fé é multiplicada.
Várias cidades brasileiras começaram a rezar ao Divino Pai Eterno por influência da Basílica de Trindade. Um exemplo é a cidade de Guapé, em Minas Gerais.
Guapé é uma pequena cidade do sul de Minas, e em junho de 2008 um devoto consegue uma réplica da imagem do Divino Pai Eterno na Basílica de Trindade e a doou para a paróquia de Guapé. Por alguns meses a imagem ficou exposta na igreja junto com outras. Fiéis da cidade admirados com a imagem, propuseram ao padre da cidade que fosse realizadas missas em homenagem ao Divino Pai Eterno. Assim começou uma grande corrente, a imagem saiu da igreja e passou a percorrer as casas dos fiéis, e todas as quartas-feiras a imagem vai para uma casa diferente, onde é celebrada a santa missa em louvor ao Divino Pai Eterno.

## Transmissão de Missas e Novenas
Na Basílica há vários horários de missa, dos quais são transmitidas pelo canal da TV Pai Eterno os de 6:55 e 19:00 de segunda a sexta-feira, 6:55 e 17:30 de sábado e 6:00, 8:00, 10:00 e 17:30 de domingo. Pela Rede Vida transmitem-se apenas os horários de 6:55 de segunda a sexta-feira e 17:30 de sábado e domingo.
A principal novena transmitida, Novena dos Filhos do Pai Eterno, pode ser assistida pelo canal da TV Pai Eterno em diversos horários, pela Rede Vida, de segunda-feira à sábado às 10:00 e aos domingos às 9:00, além de ser transmitida pela Internet, no site da Basílica. Trata-se uma novena perpétua dedicada ao Divino Pai Eterno que é transmitida diariamente em rede nacional para que todos os fiéis possam rezar em uma grande corrente, alcançando aqueles que não tem condições de estarem pessoalmente em Trindade.
Além desta, há as novenas: ao Sagrado Coração de Jesus, de Nossa Senhora do Perpétuo Socorro e do Espírito Santo, outros programas religiosos, jornalísticos, de entretenimento e variedade.

## Trindade
Barro Preto fora o primeiro nome do local. Anos mais tarde, com a forte influência da devoção ao Divino Pai Eterno, formou se um arraial, que em 1909, foi elevando a condição de distrito, passando a se chamar Trindade, pertencente ao Município de Campinas/GO.
Em 1920, o distrito assume a condição de Vila Velha e se desmembra do município de Campinas, que logo seria incorporado ao município da recém-criada Goiânia.
Sete anos depois, em 1927, Trindade é elevada à categoria de município do estado de Goiás.